# Wilke Waldecker Fleisch- und Wurstwaren
Die Wilke Waldecker Fleisch- und Wurstwaren GmbH & Co. KG war ein deutscher Hersteller von Lebensmitteln, insbesondere Fleisch- und Wurstwaren. Auch vegane und Halāl Produkte waren im Sortiment. Sein Geschäftssitz war im Twistetaler Ortsteil Berndorf. Wegen schwerwiegenden Hygienemängeln wurde die Produktion 2019 auf Anordnung der Behörden eingestellt.

## Geschichte
Die Ursprünge des Unternehmens liegen in einer 1936 von Reinhard Wilke eröffneten Dorfmetzgerei in Berndorf. 1936 wurden pro Woche von Wilke fünf Schweine, ein Rind und ein Kalb geschlachtet und verarbeitet. Bis 1986 wurde selbst geschlachtet. Dann schloss Rainer Wilke, Sohn von Reinhard Wilke und seit 1961 im Betrieb, die Schlachterei. Nun produzierte Wilke mit angekauftem Fleisch für Großkunden aus der Hotelbranche, für Kantinen, Krankenhäuser und Altenheime. Der Betrieb wurde zum Sanierungsfall und 2005 an Engelbert Stukenborg, Betreiber des Düringer Fleischkontors, verkauft. Die Firma wurde vom neuen Geschäftsführer Klaus Rohloff auf Effizienz und Kostenminimierung getrimmt. Klaus Rohloff kaufte Wilke 2014. Nach Übernahme von Rohloff gab es keine Gehaltserhöhungen mehr. Das alte Fachpersonal verließ nach und nach die Firma. Statt diesem arbeiteten nun zunehmend Arbeiter aus Osteuropa zu Billiglöhnen im Werk. Wegen des Preisdrucks machte Wilke trotzdem Verluste und stand 2017, mit Verlusten von 2,6 Millionen Euro, kurz vor der Insolvenz. Wilke führte die Marken Enjoy Food, Wilke My Taste und Rohloffs-Fleischmanufaktur ein. Ein Wilke-Bistro eröffnete neben dem Werk, mit der Werbebotschaft Geschmack, neu definiert. Ab 2017 geriet die Firma in Abhängigkeit von großen Lebensmittelhandelsfirmen und konnte Preissteigerungen wegen langfristiger Lieferverträge nicht an die Großkunden weitergeben. Die eigentlich altersschwachen Produktionsanlagen mussten auf Hochtouren arbeiten. Zeit für die Reinigung der Maschinen blieb nicht. Die vermutliche Kontaminationsquelle waren Schneidemaschinen, von denen Kontrolleure niemals Proben nahmen. Noch im Juli 2019 erhielt die Firma von der Prüforganisation DQS CFS ein IFS-Zertifikat, welches alle großen Lebensmittelhändler fordern. Laut DQS CFS war alles zu 90 Prozent in Ordnung gewesen und erst bei 70 Prozent Fehlerquote muss das Prüfzertifikat verweigert werden.
Wilke beschäftigte zuletzt etwa 200 bis 250 Mitarbeiter. Laut eigener Aussage wurden „auf 25.000 m² Betriebsfläche wöchentlich etwa 300 t Roh-, Brüh- und Kochwurstartikel, sowie Roh- und Kochpökelwaren, als auch Konserven hergestellt und vermarktet“. Das Unternehmen war in Hessen am Amtsgericht Korbach im Handelsregister registriert (HRA 1149), die Zulassungsnummer lautete DE EV 203 EG.
Die Waren wurden weltweit an Großhändler und Großverbraucher vertrieben, auch unter Handelsmarken (zum Beispiel unter Aro bei der Metro AG).
Wegen Salmonellen musste im September 2013 Salami-Aufschnitt in sechs Bundesländern zurückgerufen werden.
Im September 2021 erhielt die Gemeinde Twistetal einen Zuschussbescheid des Landes Hessen über 1,5 Millionen Euro für den Abbruch der ehemaligen Wilke Betriebsgebäude. Der Landkreis Waldeck-Frankenberg sagte zudem einen Zuschuss von einer halben Million Euro für die gemeindeeigene Verwertungsgesellschaft zu. Der Gemeindevorstand Twistetal erteilte einen Auftrag über 100 000 Euro für ein Gutachten zum Abriss der Gebäude. Bis Ende 2022 muss der Abriss und Räumung der Fabrik erfolgt sein. Die Vorlage eines Verwendungsnachweises soll bis Frühjahr 2023 erfolgen. Die Gemeinde hatte das etwa 35.000 Quadratmeter große Betriebsgelände gekauft. Auf dem Betriebsgelände mitten im Ortskern soll ein Neubaugebiet mit Büros und Dienstleistungsflächen für 200 bis 300 Menschen entstehen.

## Ermittlungen aufgrund von Hygienemängeln 2019
Nach drei Todesfällen in Südhessen durch mit Listerien belastete Pizza-Salami und Brühwurstaufschnitt, die laut Gutachten des Robert Koch-Instituts mit einer Wahrscheinlichkeit von 99,6 Prozent in Zusammenhang mit Wilke stehen, wurde die Produktion Anfang Oktober 2019 durch die Überwachungsbehörde eingestellt. Die Waren wurden weltweit zurückgerufen. Auch der Aufschnitt bei IKEA war durch den Rückruf betroffen. Dem Robert Koch-Institut wurden insgesamt 37 Erkrankte gemeldet.
Ein einstweiliger Rechtsschutzantrag gegen die Betriebsuntersagung wurde am 14. Oktober 2019 vom Verwaltungsgericht Kassel abgelehnt, da nachgewiesene gravierende Hygienemängel wie verdorbene Ware, Schimmel und Fäulnis in den Räumlichkeiten die Gefahr begründeten, dass andernfalls erneut kontaminierte Lebensmittel in den Verkehr gelangten. Eine hiergegen gerichtete Beschwerde Wilkes wurde am 28. November 2019 vom Hessischen Verwaltungsgerichtshof zurückgewiesen. Das Unternehmen musste die vorläufige Insolvenz anmelden. Die Restbestände an vorhandenen Lebensmitteln wurden ab dem 23. Oktober 2019 vernichtet und der Insolvenzverwalter meldete die Masseunzulänglichkeit an.
Bereits seit längerem soll es erhebliche Hygienemängel in der Produktion gegeben haben, wie mehrere ehemalige Wilke-Mitarbeiter berichteten. So soll unter anderem vergammeltes Fleisch mit frischem vermischt und unter neuer Verpackung in den Verkauf gegangen sein. Des Weiteren sollen Arbeiter aus Rumänien und Ungarn unter zum Teil rechtswidrigen Bedingungen beschäftigt gewesen sein.
Dem zuständigen Ministerium waren schon zwei Monate zuvor die Probleme bekannt. Das Hessische Verbraucherschutzministerium (HMUKLV) berichtete gegenüber der Verbraucherschutzorganisation Foodwatch: „Am 12. August 2019 wurde die Fachabteilung des HMUKLV durch das Bundesamt für Verbraucherschutz und Lebensmittelsicherheit (BVL) per E-Mail darüber informiert, dass die durchgeführten Datenauswertungen des Robert Koch-Institutes (RKI) ergaben, dass Wurstartikel des Wurstwarenherstellers, Wilke Waldecker Fleisch- und Wurstwaren GmbH & Co. KG, im Verdacht stehen, Listerien – Sequenz-Cluster-Typs Sigma 1 –, zu enthalten.“
Das Listerien-Problem wurde erstmals im April 2019 bei einer Routineuntersuchung in einem Lebensmittelgroßmarkt in Balingen bekannt.
Erst auf Druck von Foodwatch veröffentlichten die Behörden eine Liste der Marken und Produktnamen. Foodwatch machte öffentlich, dass auch Ware markenfrei verkauft wurde und auch bei Metro und in der Cafeteria von IKEA im Verkauf war. Die Behörden gaben praktisch keine ihrer Erkenntnisse weiter. Gegen den Wilke-Besitzer Klaus Rohloff ermittelte die Staatsanwaltschaft Kassel wegen Anfangsverdacht auf fahrlässige Tötung, fahrlässige Körperverletzung und Verstoßes gegen das Lebensmittel- und Futtermittelgesetzbuch.
Das hessische Verbraucherschutzministerium veröffentlichte eine Liste mit den betroffenen Lebensmittelmarken, welche nicht Wilke-Handelsnamen waren. Dabei handelte es sich um die Handelsnamen Haus am Eichfeld, Metro Chef, Service-Bund "Servisa", CASA, Pickosta, Sander Gourmet, Schnittpunkt, Korbach, ARO, Findt und Domino, sofern sie das Identitätskennzeichen "DE EV 203 EG" der Firma Wilke tragen. Dazu waren alle Eigenmarken der Firma Wilke mit dem Identitätskennzeichen "DE EV 203 EG" betroffen. Auch 15 vegetarische und vegane Produkte waren auf der Rückruf-Liste der Firma.
Nachdem insgesamt gut fünf Tonnen Ammoniak aus den Kühlsystemen verbrannt wurden, reichte die Firma Wilke im November 2019 Klage beim Kasseler Verwaltungsgericht ein. „Die Firma begehrt die Feststellung, dass diese Anordnung rechtswidrig ist, um die Kosten für diese Maßnahme nicht tragen zu müssen“, heißt es in einer Mitteilung des Gerichts. Wann in der Sache eine Entscheidung falle, sei derzeit noch nicht absehbar. Noch Wochen nach der Schließung des Betriebs lief der Strom bei Wilke in Berndorf, andernfalls hätte es durch das Ammoniak zu einer Havarie kommen können.
Die Mitarbeiter des Fachdienstes Lebensmittelüberwachung, Tierschutz und Veterinärwesen des Landkreises hätten Wilke zwischen Dezember 2015 und September 2017 insgesamt 22 Mal kontrollieren müssen, da der Betrieb in der dritthöchsten Risikoklasse eingestuft war, nach der monatliche Kontrollen erfolgen müssen. Tatsächlich wurden zwischen Dezember 2015 und September 2017 nur neun Kontrollen durchgeführt. Wenn eine höhere Einstufung erfolgt wie 2015, muss etwas Gravierendes vorgefallen sein. Unverständlich ist daher auch, warum der Betrieb 2017 wieder auf einen vierteljährlichen Kontrollrhythmus heruntergestuft wurde. Vor Dezember 2015 und nach September 2017 befand sich die Firma in der vierthöchsten Klasse mit vierteljährlich durchzuführenden Kontrollen. Laut Angaben von früheren Wilke-Mitarbeitern wurde verdorbenes Fleisch für die Zeit der Kontrolle versteckt bzw. mit einem Laster weggeschafft und später wiedergeholt und verwertet. Hygieneschleusen im Produktionsbereich konnten Mitarbeiter umgehen und nur bei Kontrollen waren die Tore zu. Die vorgesehene Arbeits- und Schutzkleidung hätten Beschäftigte im Produktionsbereich teilweise nur bei Besuch getragen.
Im November 2019 wurde bekannt, dass sich unter den aus dem Verkehr gezogenen Wilke-Produkten auch Bio-Ware befand, welche das sechseckige deutsche Bio-Siegel trug, obwohl die Firma das Bio-Siegel nicht hätte verwenden dürfen. Wilke hätte vorher bei der Bundesanstalt für Landwirtschaft und Ernährung (BLE) die Verwendung anzeigen müssen. Wilke hatte Ende 2018 ein Verfahren begonnen, um eine Bio-Zertifizierung zu erlangen, und im Januar 2019 eine Testproduktion gestartet, allerdings wurde von den Behörden nie eine reguläre Produktion abgenommen. Trotzdem begann der Verkauf von Bioware. Wilke kaufte dazu fertig verpackte und etikettierte Zukaufsware und verpackte und etikettierte die Ware als Wilke-Produkte um. Dabei war die Firma nicht für das Umpacken zugelassen, sondern nur für die Herstellung von Fleischerzeugnissen.
Ende Januar 2020 wurden die Ermittlungen der Staatsanwaltschaft neben dem Geschäftsführer auf die stellvertretende Geschäftsführerin und den Produktionsleiter ausgeweitet. Es wird wegen des Verdachtes der fahrlässigen Tötung, der fahrlässigen Körperverletzung und des Verstoßes gegen das Lebensmittel- und Futtermittelgesetzbuch und nun zusätzlich auch wegen des Verdachts des gewerbsmäßigen Betruges gegen die Beschuldigten ermittelt.
Ende Januar 2020 wurde den zuletzt 62 Arbeitnehmern gekündigt, nachdem der Verkauf des kompletten Unternehmens gescheitert war. Die vorhandenen Vermögenswerte sollten nun verwertet werden, um die Forderungen der Gläubiger zu befriedigen, allerdings reichte die Insolvenzmasse nicht aus, um die Verbindlichkeiten zu bezahlen. An Vermögenswerten waren das knapp 35.000 Quadratmeter große Firmengelände mit 25.000 Quadratmetern Lager- und Produktionsfläche, einem Wohnhaus und einem neu errichteten Blockheizkraftwerk sowie ein weiteres Grundstück mit einem Wohn- und Geschäftshaus vorhanden. Für insgesamt 1,7 Millionen Euro wurden diese Liegenschaften in einem Immobilienportal im Internet angeboten.
Im September 2020 wurde bekannt, dass es mehr Personal für die Kontrollen der Lebensmittelproduzenten im Kreis gibt und dass es weitere kleinere Änderungen der Überwachung gibt.
Im Februar 2022 wurde bekannt, dass die Justiz immer noch im Fall ermittelt. Es laufen immer noch die Ermittlungen wegen des Verdachtes der fahrlässigen Tötung, fahrlässigen Körperverletzung, des Verstoßes gegen das Lebensmittel- und Futtergesetzbuch sowie des gewerbsmäßigen Betruges. Die Justiz prüfte immer noch, ob 37 damals von deutschen Gesundheitsämtern gemeldete Fälle einer Listerioseerkrankung, davon 28 Todesfälle, in Zusammenhang mit Wilke standen. In 35 dieser Fälle ermittelt die Justiz im Februar 2022 weiterhin. Unklar ist weiterhin ein Ursachenzusammenhang zwischen einer Listerieninfektion und dem Tode der Patienten, die alle unter erheblichen Grunderkrankungen mit massiven Risiken litten. Das Insolvenzverfahren Wilke war Anfang 2022 ebenfalls nicht abgeschlossen.